# Лава (народ)
Лава (тайск. ลัวะ или ละว้า;) — этническая группа на севере Таиланда. Их численность оценивается примерно в 17 000 человек.

## История
В V-X веках народ Лава жил в Центральном Таиланде и вместе с Монами был жителями современного города Лопбури. Считается, что название «Лопбури» произошло от слова «Лавабури», и что город сформировал ядро раннего королевства на территории нынешнего Таиланда, Королевства Лава, которое существовало с VII века нашей эры до тех пор пока не было включено в состав государства Аюттхая в 1388 году н. э. Другие источники называют Лава коренными жителями Северного Таиланда, существовавшими ещё до миграции Тай в эти земли.
Есть свидетельства того, что Лава населяли города до прихода тайских народов. Город Чиангмай был основан на месте города-крепости Лава, построенного в V веке, и легенды гласят, что Кенгтунг в Мьянме был взят у Лавы в XIII веке посредством хитрости и обмана королем Манграем, основателем северного региона Королевство Тай Ланна.

### Лава в легендах северного Таиланда
Народ Лава упоминается в легендах северного Таиланда, главным образом в связи с основанием его городов. В книге XV века «Камадевивамса», написанной монахом из Чиангмая Бодхирамси, повествуется, как королева Мон, принцесса Королевства Лава, основала город Харипунчай (современный Лампхун) в VII веке и подверглась нападению Виланги — короля Лавы, с 80 000 солдат. После его поражения она женит двух своих сыновей на двух дочерях короля Лавы, после чего два королевства станут союзниками.
Основание города-государства Нгоеньян в VIII веке, принцем которого был Манграй до основания королевства Ланнатай в XIII веке, также приписывается Лаве историк Дой Тунга.

## Расселение
Западные Лава находятся в окрестностях Мае Сарианг на юге провинции Мае Хонг Сон, Восточные Лава сосредоточены в Бо Луанге в провинции Чиангмай.

## Язык
Язык лава родственен языкам Бланг и Ва, встречающимся в Китае и Бирме, и принадлежит к палаунгическим языкам, ветви австроазиатских языков.

## Описание
Лава иногда ошибочно принимают за тот же народ, что и Луа северного Лаоса и провинции Нан в Таиланде, которые говорят на более отдаленно родственных кхмуйских языках. Эта проблема усугубляется тем, что восточные лава провинции Чиангмай предпочитают, чтобы посторонние называли их: «Луа», а также тем, что тайцы обычно называют носителей этих разных палунгских языков: «Луа».
Сегодня представители народа Лава, которые не были ассимилированы в основное тайское общество, по-прежнему ведут традиционный образ жизни, часто исповедуя анимизм. Как и другие горные этнические группы Таиланда, они известны хорошими ремесленными навыками, в особенности кузнечными.